# Csuklyás hegyitukán
A csuklyás hegyitukán (Andigena cucullata) a madarak (Aves) osztályának harkályalakúak (Piciformes) rendjébe, ezen belül a tukánfélék (Ramphastidae) családjába tartozó faj.

## Rendszerezése
A fajt John Gould angol ornitológus írta le 1846-ban, a Pteroglossus nembe Pteroglossus cucullatus néven.

## Előfordulása
Az Andok-hegységben, Bolívia és Peru területén honos. Természetes élőhelyei a szubtrópusi vagy trópusi hegyi esőerdők. Állandó, nem vonuló faj.

## Megjelenése
Testhossza 48–50 centiméter, testtömege 222–380 gramm.

## Életmódja
Főleg gyümölcsökkel táplálkozik, de magvakkal fogyaszt.

## Természetvédelmi helyzete
Az elterjedési területe nem nagy, egyedszáma viszont stabil. A Természetvédelmi Világszövetség Vörös listáján nem fenyegetett fajként szerepel.